# NGC 408
NGC 408 este o stea situată în constelația Peștii. A fost descoperită în 22 octombrie 1867 de către Herman Schultz.